# Mortes em novembro de 2023
Mortes em 2023: ← Janeiro – Fevereiro – Março – Abril – Maio – Junho – Julho – Agosto – Setembro – Outubro – Novembro – Dezembro →
Esta é uma relação de pessoas notáveis que morreram durante o mês de novembro de 2023, listando nome, nacionalidade, ocupação e ano de nascimento.

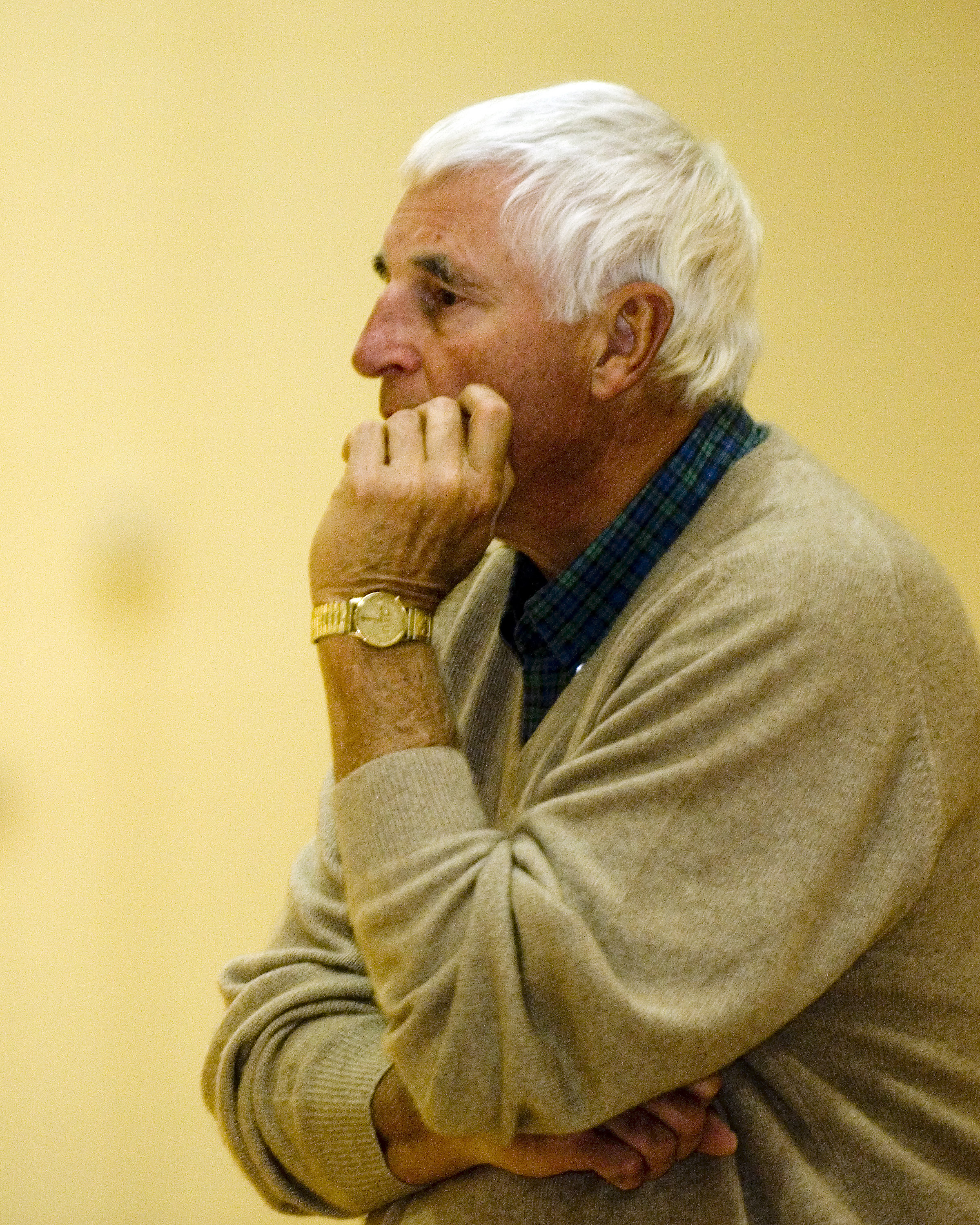
Bob Knight, treinador de basquetebol estadunidense.

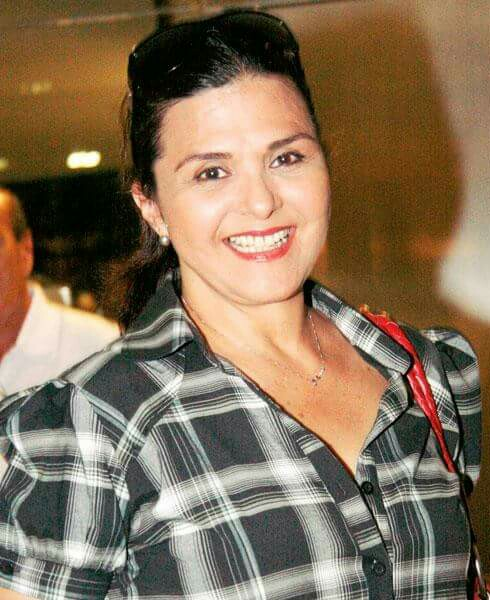
Elizângela, atriz brasileira.

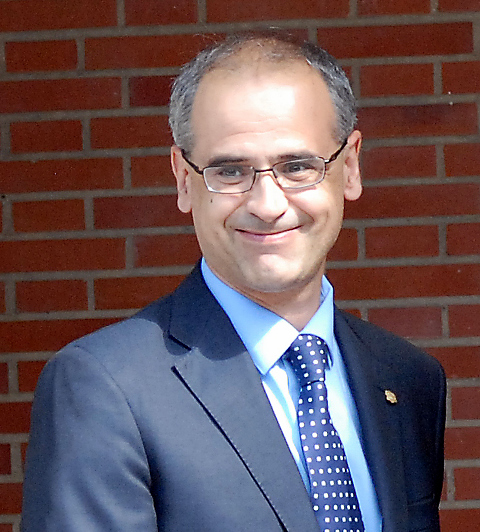
Antoni Martí, político andorrano.

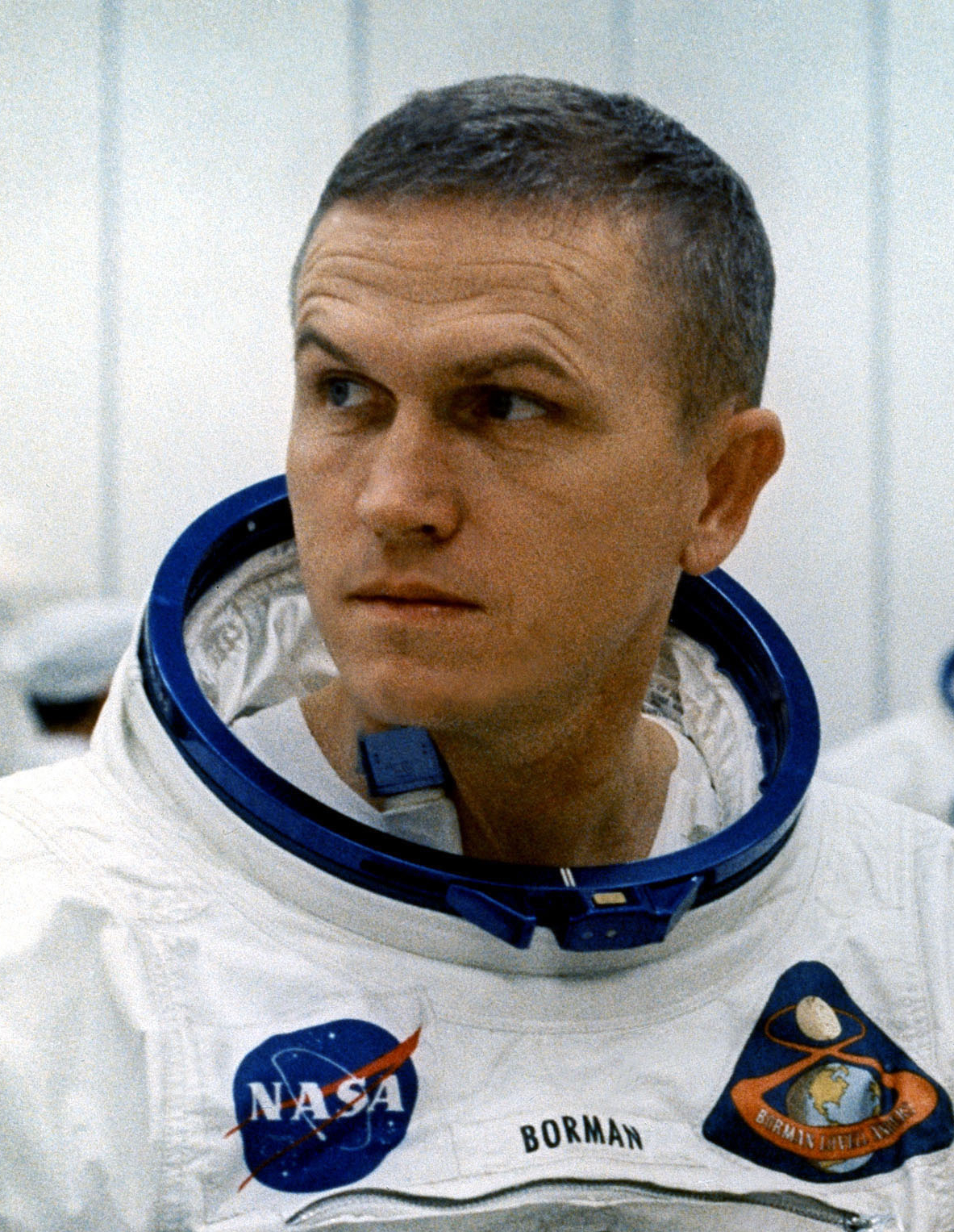
Frank Borman, astronauta estadunidense.

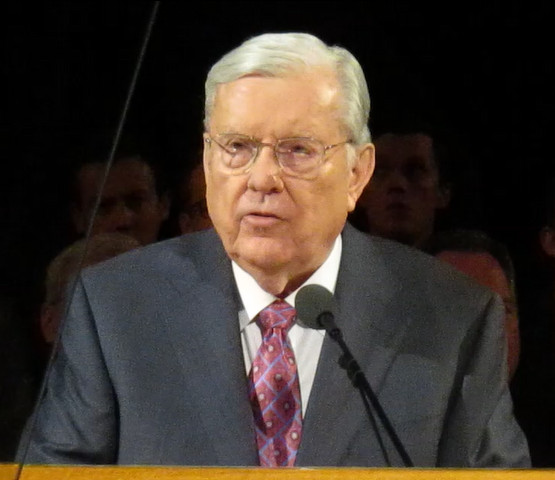
M. Russell Ballard, pastor e empresário estadunidense.

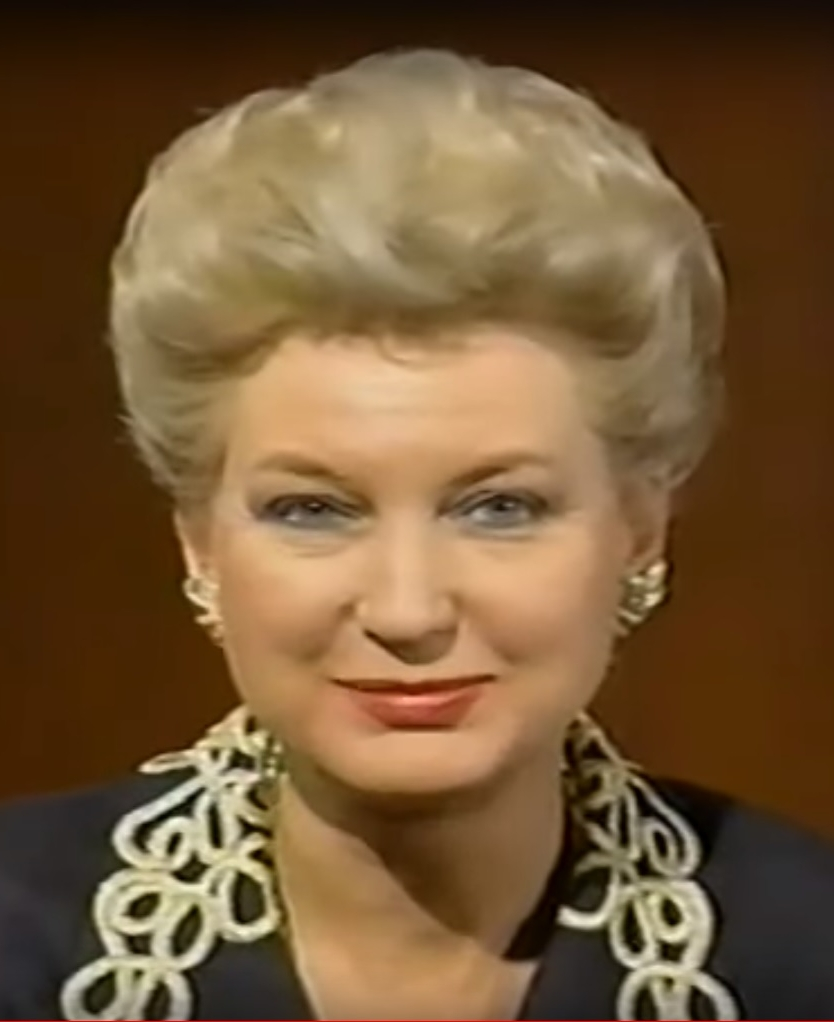
Maryanne Trump Barry, juíza estadunidense.

Colombo Machado Salles, político brasileiro.

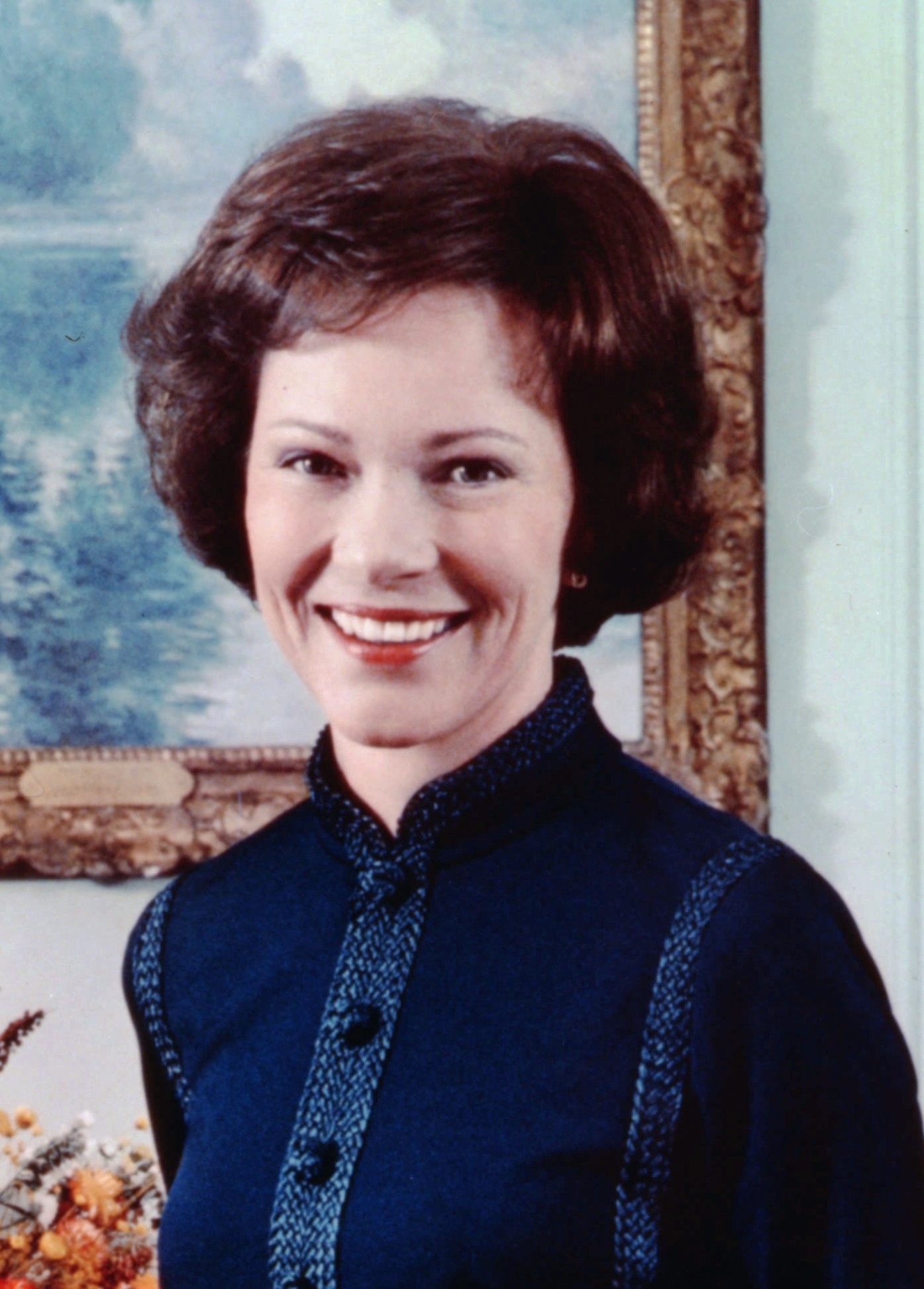
Rosalynn Carter, política estadunidense.

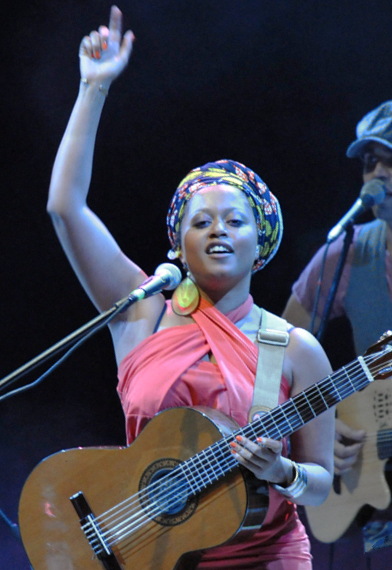
Sara Tavares, cantautora portuguesa.

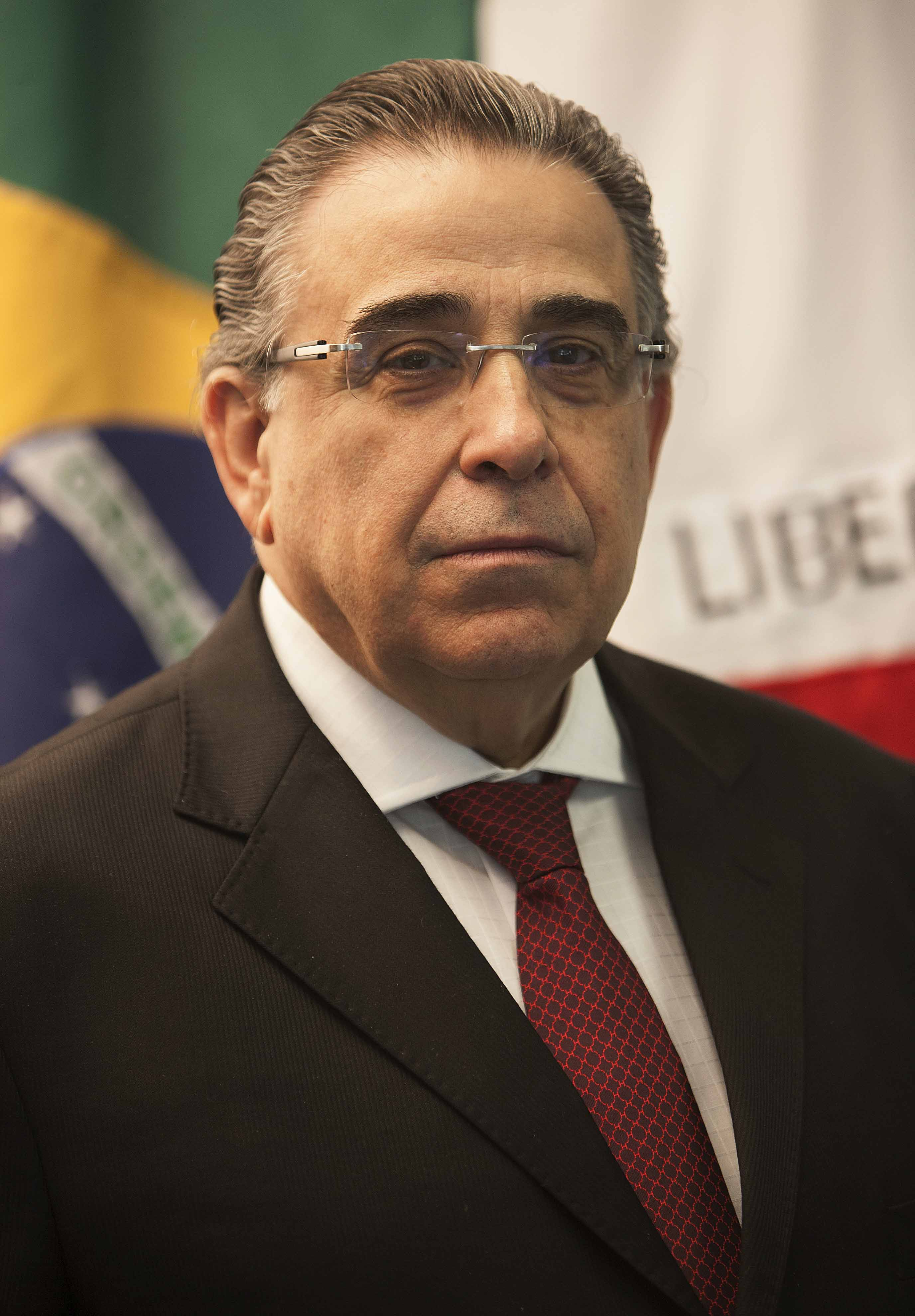
Alberto Pinto Coelho Júnior, político brasileiro.

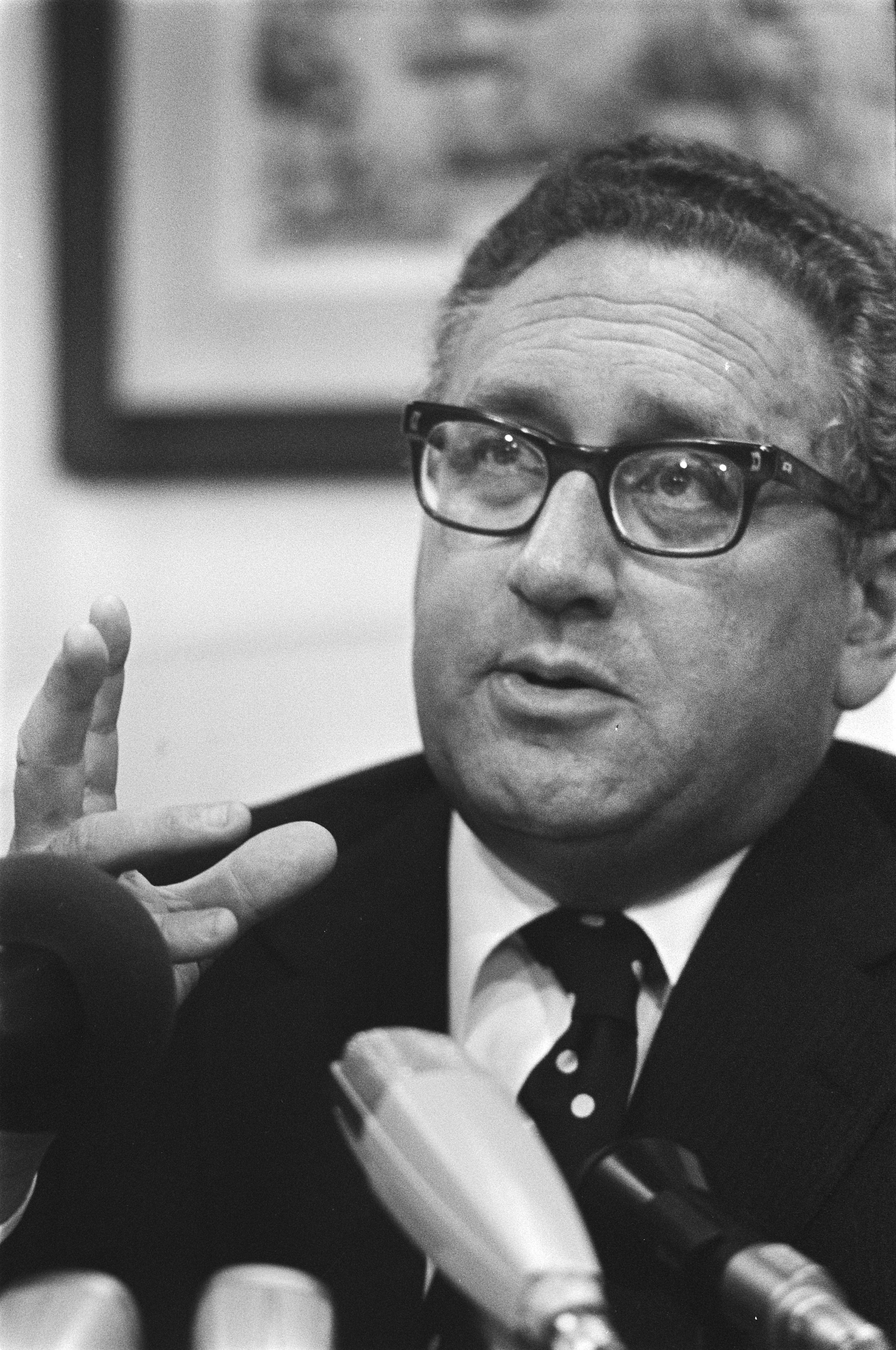
Henry Kissinger, político e diplomata estadunidense.

| Dia | Nome                        | Profissão ou motivo de reconhecimento | Nacionalidade             | Nasc. | Ref    |
| --- | --------------------------- | ------------------------------------- | ------------------------- | ----- | ------ |
| 1   | Bob Knight                  | Treinador de basquetebol              | Estados Unidos            | 1940  | [ 1 ]  |
| 1   | Cláudio Strassburger        | Político                              | Brasil                    | 1928  | [ 2 ]  |
| 1   | Ady Barkan                  | Ativista                              | Estados Unidos            | 1983  | [ 3 ]  |
| 1   | Adriana Laffán              | Atriz                                 | México                    | 1960  | [ 4 ]  |
| 1   | Peter White                 | Ator                                  | Estados Unidos            | 1937  | [ 5 ]  |
| 2   | Yuri Temirkanov             | Maestro                               | Rússia/ União Soviética   | 1938  | [ 6 ]  |
| 2   | Antonio Aranda Lomeña       | Prelado                               | Espanha                   | 1942  | [ 7 ]  |
| 3   | Elizangela                  | Atriz                                 | Brasil                    | 1954  | [ 8 ]  |
| 3   | Oleg Protopopov             | Patinador                             | Rússia/ União Soviética   | 1932  | [ 9 ]  |
| 3   | Alec Duarte                 | Jornalista                            | Brasil                    | 1969  | [ 10 ] |
| 4   | Philip Meyer                | Jornalista e professor                | Estados Unidos            | 1930  | [ 11 ] |
| 4   | Idalina de Oliveira         | Atriz e apresentadora                 | Brasil                    | 1936  | [ 12 ] |
| 5   | Lolita Rodrigues            | Atriz                                 | Brasil                    | 1929  | [ 13 ] |
| 5   | Paulo Magnani               | Prelado                               | Itália                    | 1926  | [ 14 ] |
| 5   | Bongi Ntuli                 | Futebolista                           | África do Sul             | 1991  | [ 15 ] |
| 5   | Enrique Dussel              | Filósofo                              | Argentina                 | 1934  | [ 16 ] |
| 5   | Cēzars Ozers                | Basquetebolista                       | Letônia/ União Soviética  | 1937  | [ 17 ] |
| 5   | Evan Ellingson              | Ator                                  | Estados Unidos            | 1988  | [ 18 ] |
| 6   | Antoni Martí                | Político                              | Andorra                   | 1963  | [ 19 ] |
| 7   | Paula Ribas                 | Cantora                               | Portugal                  | 1942  | [ 20 ] |
| 7   | Federico Sacchi             | Futebolista                           | Argentina                 | 1936  | [ 21 ] |
| 7   | Luana Andrade               | Modelo e influenciadora digital       | Brasil                    | 1994  | [ 22 ] |
| 7   | João Leite Neto             | Jornalista, apresentador e político   | Brasil                    | 1943  | [ 23 ] |
| 7   | Matt Ulrich                 | Jogador de futebol americano          | Estados Unidos            | 1981  | [ 24 ] |
| 7   | Frank Borman                | Astronauta                            | Estados Unidos            | 1928  | [ 25 ] |
| 8   | Alcides Franciscato         | Político                              | Brasil                    | 1929  | [ 26 ] |
| 8   | Valentina Ponomariova       | Cosmonauta                            | Rússia/ União Soviética   | 1933  | [ 27 ] |
| 8   | Aderonke Kale               | Médica                                | Nigéria                   | 1939  | [ 28 ] |
| 9   | Manuel Gusmão               | Poeta                                 | Portugal                  | 1945  | [ 29 ] |
| 9   | Osvaldo Rodrigues Póvoa     | Historiador e pesquisador             | Brasil                    | 1925  | [ 30 ] |
| 9   | John Tooby                  | Antropólogo                           | Estados Unidos            | 1952  | [ 31 ] |
| 9   | William Stoddart            | Metafísico e escritor                 | Reino Unido               | 1925  | [ 32 ] |
| 10  | Roberto Manzoni             | Diretor de televisão                  | Brasil                    | 1949  | [ 33 ] |
| 10  | Danilo Astori               | Político                              | Uruguai                   | 1940  | [ 34 ] |
| 10  | John Bailey                 | Diretor de fotografia e cineasta      | Estados Unidos            | 1942  | [ 35 ] |
| 10  | Pierre Michel               | Ciclista                              | França                    | 1929  | [ 36 ] |
| 10  | Mihai Timofti               | Mestre de arte                        | Moldávia/ União Soviética | 1948  | [ 37 ] |
| 11  | Raphael Dwamena             | Futebolista                           | Gana                      | 1995  | [ 38 ] |
| 11  | Karel Schwarzenberg         | Político                              | Chéquia/ Suíça            | 1937  | [ 39 ] |
| 11  | Leonardo Dantas Silva       | Historiador                           | Brasil                    | 1945  | [ 40 ] |
| 12  | Kusuma Wardhani             | Arqueira                              | Indonésia                 | 1964  | [ 41 ] |
| 12  | Akgün Kaçmaz                | Futebolista                           | Turquia                   | 1935  | [ 42 ] |
| 12  | M. Russell Ballard          | Pastor e empresário                   | Estados Unidos            | 1928  | [ 43 ] |
| 12  | Don Walsh                   | Oceanógrafo                           | Estados Unidos            | 1931  | [ 44 ] |
| 12  | Joan Jara                   | Bailarina                             | Chile                     | 1927  | [ 45 ] |
| 12  | Diana Kleiner               | Historiadora de arte                  | Estados Unidos            | 1947  | [ 46 ] |
| 13  | Maryanne Trump Barry        | Juíza                                 | Estados Unidos            | 1937  | [ 47 ] |
| 13  | Ociel Baena                 | Juiz e ativista                       | México                    | 1984  | [ 48 ] |
| 13  | Ozay Mehmet                 | Professor                             | Chipre                    | 1938  | [ 49 ] |
| 14  | Subrata Roy                 | Empresário                            | Índia                     | 1948  | [ 50 ] |
| 14  | Colombo Machado Salles      | Político                              | Brasil                    | 1926  | [ 51 ] |
| 14  | Paulo Hesse                 | Ator                                  | Brasil                    | 1942  | [ 52 ] |
| 14  | John Lachs                  | Filósofo                              | Hungria/ Estados Unidos   | 1934  | [ 53 ] |
| 15  | George Chigova              | Futebolista                           | Zimbabwe                  | 1991  | [ 54 ] |
| 15  | Hans Herbjørnsrud           | Escritor                              | Noruega                   | 1938  | [ 55 ] |
| 15  | Daisaku Ikeda               | Escritor, líder religioso e filósofo  | Japão                     | 1928  | [ 56 ] |
| 15  | Maria José de Queiroz       | Escritora                             | Brasil                    | 1937  | [ 57 ] |
| 16  | Olavo Romano                | Escritor                              | Brasil                    | 1938  | [ 58 ] |
| 16  | A. S. Byatt                 | Crítica literária e escritora         | Reino Unido               | 1936  | [ 59 ] |
| 17  | Charlie Dominici            | Cantor                                | Estados Unidos            | 1951  | [ 60 ] |
| 17  | John C. G. Röhl             | Historiador                           | Reino Unido               | 1938  | [ 61 ] |
| 17  | Zdeněk Groessl              | Voleibolista                          | Chéquia/ Tchecoslováquia  | 1941  | [ 62 ] |
| 18  | Joyce Mpanga                | Política                              | Uganda                    | 1934  | [ 63 ] |
| 18  | João Lima                   | Atleta                                | Portugal                  | 1961  | [ 64 ] |
| 18  | Ruud Geels                  | Futebolista                           | Países Baixos             | 1948  | [ 65 ] |
| 19  | Rosalynn Carter             | Política                              | Estados Unidos            | 1927  | [ 66 ] |
| 19  | Sara Tavares                | Cantora e compositora                 | Portugal                  | 1978  | [ 67 ] |
| 19  | Marisa Jossa                | Modelo                                | Itália                    | 1938  | [ 68 ] |
| 20  | Alberto Pinto Coelho Júnior | Político                              | Brasil                    | 1945  | [ 69 ] |
| 21  | Jerónimo Saavedra           | Político                              | Espanha                   | 1936  | [ 70 ] |
| 21  | Estela Alves                | Fadista                               | Portugal                  | 1930  | [ 71 ] |
| 21  | Dale Spender                | Professora e escritora                | Austrália                 | 1941  | [ 72 ] |
| 22  | Carlos Avilez               | Ator e encenador                      | Portugal                  | 1935  | [ 73 ] |
| 22  | Emmanuel Le Roy Ladurie     | Historiador                           | França                    | 1929  | [ 74 ] |
| 22  | Linda Salzman Sagan         | Escritora                             | Estados Unidos            | 1940  | [ 75 ] |
| 23  | Rubens Minelli              | Treinador de futebol                  | Brasil                    | 1928  | [ 76 ] |
| 23  | Harald Hasselbach           | Jogador de futebol americano          | Países Baixos             | 1967  | [ 77 ] |
| 25  | Terry Venables              | Futebolista e treinador               | Reino Unido               | 1943  | [ 78 ] |
| 25  | Papi Khomane                | Futebolista                           | África do Sul             | 1975  | [ 79 ] |
| 26  | Alberto da Costa e Silva    | Diplomata e escritor                  | Brasil                    | 1931  | [ 80 ] |
| 27  | Vanderlei Paiva             | Futebolista e treinador               | Brasil                    | 1946  | [ 81 ] |
| 27  | Mary Cleave                 | Astronauta                            | Estados Unidos            | 1947  | [ 82 ] |
| 28  | Charlie Munger              | Empresário                            | Estados Unidos            | 1924  | [ 83 ] |
| 28  | Lanny Gordin                | Instrumentista e compositor           | Brasil                    | 1951  | [ 84 ] |
| 28  | Cecil Sandford              | Motociclista                          | Reino Unido               | 1928  | [ 85 ] |
| 29  | Ângela Rabelo               | Atriz                                 | Brasil                    | 1950  | [ 86 ] |
| 29  | Henry Kissinger             | Político e diplomata                  | Estados Unidos            | 1923  | [ 87 ] |
| 29  | Roger Chaussabel            | Ciclista                              | França                    | 1932  | [ 88 ] |
| 29  | Yasuhiro Noguchi            | Voleibolista                          | Japão                     | 1946  | [ 89 ] |
| 30  | Sante Gaiardoni             | Ciclista                              | Itália                    | 1934  | [ 90 ] |
| 30  | Vassilis Vassilikos         | Escritor e diplomata                  | Grécia                    | 1934  | [ 91 ] |
| 30  | Shane MacGowan              | Músico                                | Irlanda                   | 1957  | [ 92 ] |
| 30  | Michail Marov               | Astrônomo                             | Rússia/ União Soviética   | 1933  | [ 93 ] |
| 30  | Elliott Erwitt              | Fotógrafo e publicitário              | França/ Estados Unidos    | 1928  | [ 94 ] |
| 30  | John Byrne                  | Dramaturgo e artista                  | Reino Unido               | 1940  | [ 95 ] |
| 30  | Joan Botam i Casals         | Prelado                               | Espanha                   | 1926  | [ 96 ] |